# Malus brevipes
Malus brevipes este o specie din genul Malus, familia Rosaceae.